# Bellefosse
Bellefosse je občina v departmaju Bas-Rhin francoske regije Alzacija.
Leta 2008 je v občini živelo 129 oseb oz. 18 oseb/km².